# U 376
U 376 war ein deutsches U-Boot vom Typ VII C, das im Zweiten Weltkrieg durch die deutschen Kriegsmarine im Nordatlantik, im Nordmeer und im Arktischen Ozean eingesetzt wurde.

## Bau und Technische Daten
Bei Kriegsbeginn stellte die Kieler Niederlassung der Howaldtswerke die gesamte Produktion auf den Bau von U-Booten für die deutsche Kriegsmarine um. Bis zum Anstieg des Auftragsvolumens Jahr 1943 war für die Deutsche Werft in Kiel ein jährlicher Ausstoß von zwölf U-Booten vorgesehen – diese Anzahl konnte in keinem Jahr erreicht werden. Ein U-Boot des Typs VII C hatte eine Länge von 67 m und verdrängte 865 m³ unter Wasser. Der Antrieb erfolgte durch zwei Dieselmotoren, die über Wasser eine Geschwindigkeit von 17 Knoten (kn) ermöglichten. Bei der Unterwasserfahrt trieben zwei Elektromotoren das Boot zu einer Geschwindigkeit von 7 kn an. Bis 1944 bestand die Bewaffnung eines VII C-Bootes aus einer 8,8-cm-Kanone und einer 2-cm-Flak C/30 an Deck sowie vier Bugtorpedorohren und einem Hecktorpedorohr. Ein VII C-Boot führte üblicherweise 14 Torpedos mit sich. Im August des Jahres 1941 wurden insgesamt 14 Boote des Typs VII C von der Kriegsmarine in Dienst gestellt.
Wie die meisten Boote seiner Zeit trug auch U 376  ein bootsspezifisches Zeichen am Turm: das Wappen seiner Patenstadt Karlsbad.

## Einsatz und Geschichte
Bis März 1942 gehörte U 376 als Ausbildungsboot zur 5. U-Flottille und war in Danzig stationiert. Kommandant Marks unternahm in dieser Zeit zum Training der Besatzung und zum Einfahren des Bootes Übungsfahrten in der Ostsee. Dieser Flottille war das Boot anschließend bis Juni 1943 als Frontboot unterstellt. U 376 lief am 11. März 1942 von Kiel aus zu seiner ersten Unternehmung aus. Auf dieser Unternehmung gehörte es zu den U-Booten, die den alliierten Nordmeergeleitzug QP 9 angreifen sollten, der sich auf dem Weg vom sowjetischen Eismeerhafen Murmansk in das Vereinigte Königreich befand.

### Versenkung derInduna
Am 20. März hatte der britische Frachter Induna, der für die Reederei Maclay & McIntyre in Glasgow fuhr, Reykjavik im Schutz des Nordmeergeleitzugs PQ 13 verlassen. Der Konvoi wurde wenige Tage nach dem Aufbruch im Zuge eines arktischen Sturms auseinandergerissen, und die zwanzig Schiffe wurden über mehrere Tausend Quadratkilometer Seegebiet verstreut. Die Induna verlor am 25. März den Kontakt zum Konvoi und fuhr im Verbund mit zwei weiteren Schiffen unter dem Schutz des umgerüsteten Ex-Walfangschiffs HMS Silja, das an die sowjetische Marine übergeben werden sollte, weiter nach Murmansk. Der kleine Verband wurde am 26. und am 28. März von deutschen Flugzeugen attackiert, die aber keinen nachhaltigen Schaden anrichteten. Allerdings gerieten die Schiffe nachts in zunehmend unpassierbarer werdende Eisschollenfelder. Schließlich musste die Silja, deren Treibstoffvorräte zur Neige gegangen waren, durch die Induna in Schlepp genommen werden. Es wurde entschieden, dass zudem 16 Schiffbrüchige, die von der Silja zuvor aufgenommen worden waren, von dieser an Bord der Induna wechseln – die Männer überquerten hierfür das mittlerweile sehr dichte Eis zu Fuß. Am folgenden Tag ging die Silja in schwerer See verloren.

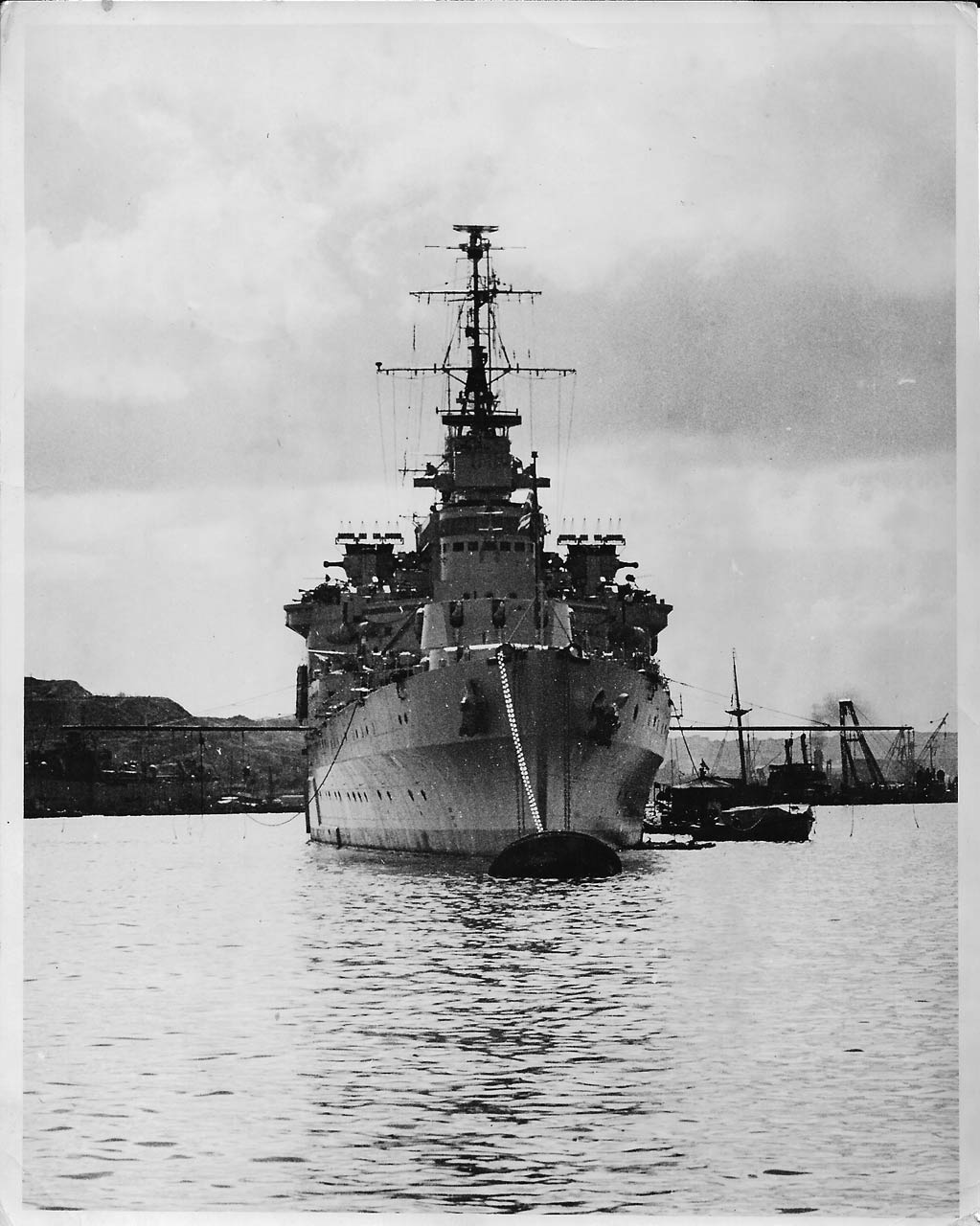
Die HMS Liverpool brachte die Überlebenden der Versenkung zurück nach Großbritannien

 Am 30. März um 7:20 Uhr morgens traf ein Torpedo von U 376 die Steuerbordseite der Induna und detonierte in unmittelbarer Nähe eines Laderaums, in dem sich Treibstoffbehälter befanden. Dadurch geriet der hintere Teil des Schiffes in Brand und die Evakuierung der Besatzung, sowie der 16 Schiffbrüchigen, die die Induna von der Silja übernommen hatte, wurde angeordnet. Die Induna verfügte über zwei Rettungsboote, sowie ein Beiboot, dessen Befestigung allerdings bereits so verrottet war, dass es nicht zu Wasser gelassen werden konnte. Etwa eine halbe Stunde später, um 8:07 Uhr, versenkte Marks die Induna mit einem Fangschuss.
Die beiden Rettungsboote der Induna wurden am 2. April von sowjetischen Flugzeugen entdeckt. Zu diesem Zeitpunkt waren bereits einige Schiffbrüchige den Wetterbedingungen zum Opfer gefallen. Als die Überlebenden von einem russischen Minenräumschiff an Bord genommen wurden, war keiner von ihnen in der Verfassung, selbständig zu gehen. Infolge von erheblichen Verletzungen durch Erfrierungen mussten vielen der Seeleute Füße und Beine amputiert werden. Einige von ihnen starben noch im Krankenhaus in Murmansk. Insgesamt kamen 38 Menschen im Nachgang der Versenkung der Induna durch U 376 ums Leben. Die 28 Überlebenden der Induna wurden von dem Leichten Kreuzer HMS Liverpool zurück in das Vereinigte Königreich gebracht. U 376 lief am 1. April 1942 in Kirkenes ein und operierte ab dann von den norwegischen Stützpunkten der Kriegsmarine aus.

### Geleitzugschlachten
Am 7. Juni lief U 376 von Bergen aus zu seiner fünften Unternehmung aus. Das Boot gehörte zu einer Gruppe von drei U-Booten, die den gemeldeten Nordmeergeleitzug PQ 17 aufspüren sollten. Neben U 376 waren dies U 251 und U 408. Die Boote patrouillierten auf der Suche nach dem alliierten Konvoi, der inklusive Geleitschutz mehr als 40 Schiffe umfasste, zwischen Grönland und Island am nördlichen Ende der Dänemarkstraße, entdeckten den außergewöhnlich großen Geleitzug  aber nicht. Marks meldete zwar, einen gegnerischen Kreuzer ausgemacht zu haben, erhielt aber keine Genehmigung zum Angriff. Als der Angriffsbefehl eintraf, war das Kriegsschiff allerdings bereits wieder verschwunden.
Der Geleitzug PQ 17 war der bis dahin größte alliierte Nordmeergeleitzug überhaupt und hatte entsprechend die Aufmerksamkeit der Kriegsmarine auf sich gezogen. Ein starker Verband um die drei Schlachtschiffe Tirpitz, Admiral Hipper und Admiral Scheer lief dem Geleitzug entgegen – die Operation erhielt den Decknamen Unternehmen Rösselsprung. Der Verband wurde mehrmals von britischen Einheiten gesichtet und gemeldet, was wiederum dem deutschen Aufklärung nicht entging. Als Großadmiral Erich Raeder, Befehlshaber der Kriegsmarine, erfuhr, dass die Position der deutschen Schiffe der britischen Seite bekannt war, ordnete er an, das Unternehmen Rösselsprung abzubrechen. Inzwischen hatte sein Gegenpart, der Erste Seelord Dudley Pound, allerdings bereits die Auflösung von PQ 17 befohlen. Viele der nun einzeln fahrenden Schiffe wurden in der Folge von deutschen Luftstreitkräften angegriffen und beschädigt. Am 10. Juni versenkte Marks um 3:07 Uhr morgens den US-amerikanischen Dampfer Hoosier, der zuvor von einer Junkers Ju 88 des Kampfgeschwaders 30 beschädigt worden war mit einem Fangschuss.
Am 15. Juli kehrte U 376 nach Norwegen zurück und lief in Narvik ein. Von hier aus lief das Boot am 18. Juni erneut aus und verlegte zunächst nach Bergen, dann nach Wilhelmshaven und nach Kiel. Am 26. Januar 1943 kehrte U 376 schließlich nach Bergen zurück, dem Stützpunkt der 11. U-Flottille, der das Boot seit Juni 1942 angehörte. Am 30. Januar lief Kommandant Marks von hier aus zu seiner neunten Unternehmung mit U 376 aus. Das Boot wurde am 15. Februar der U-Bootgruppe Neptun zugeteilt, die nach Maßgabe der von Karl Dönitz entwickelten Rudeltaktik das Gefecht mit alliierten Geleitzügen suchen sollte. Die Gruppe Neptun bestand aus elf Booten und patrouillierte zwischen Grönland und Island. Am 27. Februar meldete U 759 einen Geleitzug entdeckt zu haben. Es handelte sich um HX 227, der aus 62 Schiffen bestand. Aufgrund der schlechten Wetterbedingungen gelang der U-Bootgruppe Neptun kein koordinierter Angriff auf den alliierten Konvoi. Stattdessen ergaben sich Einzelgefechte mit Nachzüglern und den Geleitschiffen von HX 227. Bei einem Gefecht wurde auch U 376 beschädigt und wurde angewiesen, einen Stützpunkt an der nordfranzösischen Atlantikküste anzulaufen. Bei der Anfahrt auf Frankreich stieß U 376 auf einen weiteren Geleitzug: ON 168 war auf dem Weg von Liverpool nach Nordamerika und bestand aus 52 Schiffen. Allerdings wurde U 376 vom Geleitschutz des Konvois erfasst. Das Boot konnte zwar unter Wasser entkommen, den Geleitzug aber nicht weiter verfolgen. Das Boot lief am 13. März 1943 in La Pallice ein.

### Geleitschutz

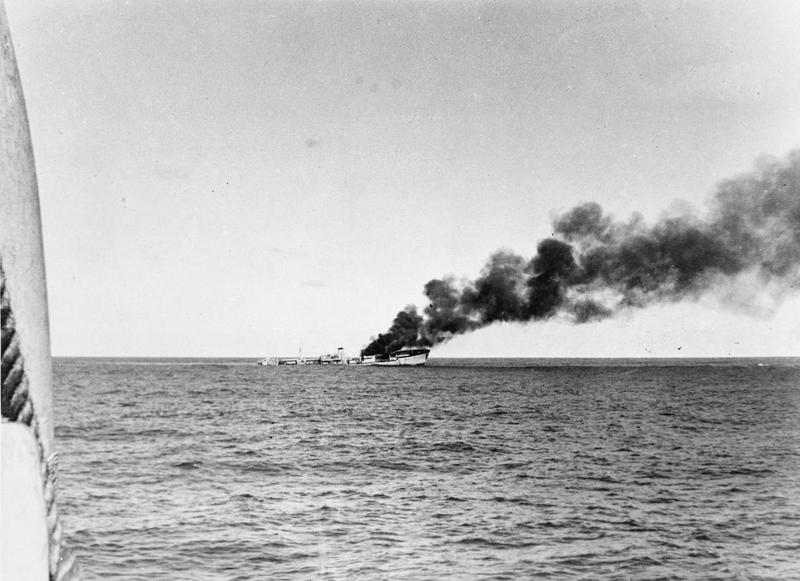
Der brennende deutsche Blockadebrecher Irene, fotografiert vom Deck der HMS Adventure

Am 6. April lief U 376 von La Pallice aus zu einer weiteren Unternehmung aus. Eine Rückkehr in das vormalige Einsatzgebiet im Nordmeer war für das Boot nicht vorgesehen. Die Anzahl der deutschen U-Boote in Norwegen verringerte sich damit auf siebzehn Einheiten. U 376 gehörte hingegen seit Februar zur in La Pallice stationierten 3. U-Flottille und sollte auf dieser Unternehmung im Frühjahr 1943 vor der nordamerikanischen Atlantikküste patrouillieren. Das Boot wurde aber zunächst mit einer anderen Aufgabe betraut. Der deutsche Blockadebrecher Irene, die ehemalige Silvaplana, sollte bei der Überquerung der Biskaya von U-Booten geschützt werden.
Zwei Wochen zuvor hatten britische Seestreitkräfte den Blockadebrecher Regensburg gestellt. Dem peinlichen Verlust eines weiteren Blockadebrechers wollte die Marineführung vorbeugen und teilte dem Geleitschutz der Irene insgesamt vier U-Boote zu. Neben U 376 waren dies U 128, U 176 und U 262. Es war geplant, die Irene bis in den neutralen spanischen Hafen von Vigo zu eskortieren. Der deutsche Blockadebrecher wurde jedoch am 10. April durch den britischen Minenleger HMS Adventure gestellt und mit Artillerie stark beschädigt. Die Besatzung der Irene leitete daraufhin die Selbstversenkung des Schiffes ein, begab sich in die Rettungsboote und wurde von den Briten gefangen genommen. U 376 wurde befohlen, gemeinsam mit weiteren Booten das Seegebiet nach Überlebenden der Irene abzusuchen – aber das Boot meldete sich nicht mehr.

## Verlust des Bootes
In der Nacht des 10. April 1943 erfasste das Leigh Light einer Vickers Wellington des 172. Geschwaders der RAF um 22:40 Uhr in der Biskaya ein deutsches U-Boot, das der Pilot zuvor aus 10 Kilometer Entfernung geortet hatte. Das Kampfflugzeug attackierte das U-Boot mit mehreren Wasserbomben, von denen drei in unmittelbarer Nähe des Bootes explodierten. Dieses war daraufhin nicht mehr aufzufinden. Bis weit in die 90er hinein Jahre ging man davon aus, dass bei diesem Angriff U 376 versenkt wurde, neuere Forschungen haben ergeben, dass dieser Angriff jedoch U 465 gegolten hatte, das dabei nur leicht beschädigt wurde. Das Schicksal von U 376 ist hingegen bis heute ungeklärt. Das Boot gilt seit dem 6. April 1943 in der Biskaya als verschollen.